# Num Ri
De Num Ri is een berg in de regio Khumbu van de Nepalese Himalaya. Num Ri bestaat uit een lange bergkam, die naar het oosten een piramidevormige top bereikt. Nabijgelegen bergen zijn de Imja Tse, de Baruntse en de Cho Polu.
Num Ri werd het eerst beklommen op 7 november 2002 door de Duitse bergbeklimmers Olaf Rieck, Lydia Schubert en Carsten Schmidt.